# Ruth Dwyer
Ruth Dwyer (25 de enero de 1898 - 2 de marzo de 1978) fue una actriz de cine estadounidense. Dwyer tuvo una variedad de papeles protagónicos durante la era de cine mudo, Dwyer es conocida por su interpretación como la novia de Buster Keaton, Mary Jones, en Seven Chances (1925). Dwyer se retiró en 1928, aunque desempeño algunos papeles no acreditados en algunas películas sonoras, Dwyer se retiró del negocio cinematográfico durante la década de 1940.

## Filmografía
- The Evil Eye (1920)
- The Stealers (1920)
- Clay Dollars (1921)
- Second Hand Love (1923)
- His Mystery Girl (1923)
- After a Million (1924)
- Broadway or Bust (1924)
- Jack O'Clubs (1924)
- The Reckless Age (1924)
- Dark Stairways (1924)
- Cornered (1924)
- The Gambling Fool (1925)
- Seven Chances (1925)
- The Fear Fighter (1925)
- Crack o' Dawn (1925)
- White Fang (1925)
- The Patent Leather Pug (1926)
- Stepping Along (1926)
- The Brown Derby (1926)
- A Man of Quality (1926)
- A Hero for a Night (1927)
- The Lost Limited (1927)
- White Pants Willie (1927)
- The Racing Fool (1927)
- The Nest (1927)
- A Perfect Gentleman (1928)
- Sailors' Wives (1928)
- Alex the Great (1928)